# 1981 في بنغلاديش
فيما يلي قوائم الأحداث التي وقعت خلال عام 1981 م في بنغلاديش.

## سياسة

### انتهاء فترة المنصب
- 30 مايو – ضياء الرحمن رئيس دولة بنغلاديش.

## مواليد

### يوليو
- 11 يوليو – بورنيما ممثلة بنغلاديشية.

## وفيات

### مايو
- 30 مايو – ضياء الرحمن (مواليد 1936) سياسي بنغلاديشي.